# Mistrzostwa Świata w Piłce Siatkowej Mężczyzn 1998
14. Mistrzostwa świata w piłce siatkowej mężczyzn 1998 odbyły się w Japonii w dniach 13-29 listopada 1998. Mecze odbywały się w jedenastu miastach: Fukuoce, Kobe, Sendai, Sapporo, Kawasaki, Uozu, Hiroszimie, Osace, Chiba-Makuhari, Hamamatsu i Tokio.
Zwycięzcami turnieju zostali Włosi, którzy w finale zwyciężyli reprezentację Jugosławii 3:0. Ostatnie miejsce na podium przypadło Kubańczykom po ich zwycięstwie w „małym finale” nad Brazylią.
Mistrzostwa świata 1998 były ostatnimi, na których obowiązywał stary system punktacji (do zdobycia punktu potrzebna była wygrana akcja przy własnym serwisie, a sety rozgrywano do 15). W turnieju zadebiutowały reprezentacje Czech, Serbii i Czarnogóry, Hiszpanii, Tajlandii i Ukrainy.

## Drużyny uczestniczące
| Grupa A                                  | Grupa B                                   | Grupa C                       | Grupa D                    | Grupa E                           | Grupa F                           |
| ---------------------------------------- | ----------------------------------------- | ----------------------------- | -------------------------- | --------------------------------- | --------------------------------- |
| Egipt Hiszpania Japonia Korea Południowa | Kanada Stany Zjednoczone Tajlandia Włochy | Czechy Chiny Holandia Ukraina | Argentyna Iran Kuba Polska | Algieria Brazylia Bułgaria Grecja | Australia Jugosławia Rosja Turcja |

## Pierwsza faza grupowa

### Grupa A
Fukuoka
Wyniki
| Data  | Drużyna 1        | Wynik | Drużyna 2        | 1     | 2     | 3     | 4     | 5     | * |
| ----- | ---------------- | ----- | ---------------- | ----- | ----- | ----- | ----- | ----- | - |
| 13.11 | Korea Południowa | 3:0   | Egipt            | 15:10 | 15:7  | 15:6  |       |       |   |
| 13.11 | Hiszpania        | 3:0   | Japonia          | 15:11 | 15:9  | 15:13 |       |       |   |
| 14.11 | Korea Południowa | 2:3   | Hiszpania        | 15:7  | 6:15  | 15:13 | 13:15 | 14:16 |   |
| 14.11 | Egipt            | 0:3   | Japonia          | 9:15  | 12:15 | 9:15  |       |       |   |
| 15.11 | Hiszpania        | 3:2   | Egipt            | 9:15  | 13:15 | 15:9  | 15:1  | 16:14 |   |
| 15.11 | Japonia          | 3:0   | Korea Południowa | 15:8  | 15:12 | 15:2  |       |       |   |

Tabela
| Lp. | Drużyna          | Pkt | Mecze | Mecze | Mecze | Sety | Sety | Sety  | Małe punkty | Małe punkty | Małe punkty |
| Lp. | Drużyna          | Pkt | M     | W     | P     | wyg. | prz. | ratio | zdob.       | str.        | ratio       |
| --- | ---------------- | --- | ----- | ----- | ----- | ---- | ---- | ----- | ----------- | ----------- | ----------- |
| 1   | Hiszpania        | 6   | 3     | 3     | 0     | 9    | 4    | 2.250 | 179         | 150         | 1.193       |
| 2   | Japonia          | 5   | 3     | 2     | 1     | 6    | 3    | 2.000 | 123         | 97          | 1.268       |
| 3   | Korea Południowa | 4   | 3     | 1     | 2     | 5    | 6    | 0.833 | 130         | 134         | 0.970       |
| 4   | Egipt            | 3   | 3     | 0     | 3     | 2    | 9    | 0.222 | 107         | 158         | 0.677       |

     awans do drugiej rundy grupowej

### Grupa B
Kobe
Wyniki
| Data  | Drużyna 1         | Wynik | Drużyna 2         | 1     | 2     | 3     | 4     | 5 | * |
| ----- | ----------------- | ----- | ----------------- | ----- | ----- | ----- | ----- | - | - |
| 13.11 | Kanada            | 0:3   | Włochy            | 10:15 | 13:15 | 2:15  |       |   |   |
| 13.11 | Stany Zjednoczone | 3:0   | Tajlandia         | 15:3  | 15:9  | 15:1  |       |   |   |
| 14.11 | Tajlandia         | 0:3   | Włochy            | 0:15  | 2:15  | 3:15  |       |   |   |
| 14.11 | Stany Zjednoczone | 3:1   | Kanada            | 6:15  | 15:9  | 16:14 | 15:13 |   |   |
| 15.11 | Kanada            | 3:0   | Tajlandia         | 15:3  | 15:7  | 15:1  |       |   |   |
| 15.11 | Włochy            | 3:1   | Stany Zjednoczone | 15:4  | 15:7  | 12:15 | 15:7  |   |   |

Tabela
| Lp. | Drużyna           | Pkt | Mecze | Mecze | Mecze | Sety | Sety | Sety  | Małe punkty | Małe punkty | Małe punkty |
| Lp. | Drużyna           | Pkt | M     | W     | P     | wyg. | prz. | ratio | zdob.       | str.        | ratio       |
| --- | ----------------- | --- | ----- | ----- | ----- | ---- | ---- | ----- | ----------- | ----------- | ----------- |
| 1   | Włochy            | 6   | 3     | 3     | 0     | 9    | 1    | 9.000 | 147         | 63          | 2.333       |
| 2   | Stany Zjednoczone | 5   | 3     | 2     | 1     | 7    | 4    | 1.750 | 130         | 121         | 1.074       |
| 3   | Kanada            | 4   | 3     | 1     | 2     | 4    | 6    | 0.667 | 121         | 108         | 1.120       |
| 4   | Tajlandia         | 3   | 3     | 0     | 3     | 0    | 9    | 0.000 | 29          | 135         | 0.215       |

     awans do drugiej rundy grupowej

### Grupa C
Sendai
Wyniki
| Data  | Drużyna 1 | Wynik | Drużyna 2 | 1     | 2     | 3     | 4    | 5 | * |
| ----- | --------- | ----- | --------- | ----- | ----- | ----- | ---- | - | - |
| 13.11 | Chiny     | 3:1   | Ukraina   | 14:16 | 15:13 | 15:12 | 15:8 |   |   |
| 13.11 | Czechy    | 1:3   | Holandia  | 9:15  | 15:13 | 13:15 | 4:15 |   |   |
| 14.11 | Ukraina   | 0:3   | Holandia  | 8:15  | 10:15 | 7:15  |      |   |   |
| 14.11 | Chiny     | 3:0   | Czechy    | 15:9  | 15:9  | 15:10 |      |   |   |
| 15.11 | Czechy    | 0:3   | Ukraina   | 5:15  | 6:15  | 6:15  |      |   |   |
| 15.11 | Holandia  | 3:1   | Chiny     | 9:15  | 15:11 | 15:7  | 15:9 |   |   |

     awans do drugiej rundy grupowej
Tabela
| Lp. | Drużyna  | Pkt | Mecze | Mecze | Mecze | Sety | Sety | Sety  | Małe punkty | Małe punkty | Małe punkty |
| Lp. | Drużyna  | Pkt | M     | W     | P     | wyg. | prz. | ratio | zdob.       | str.        | ratio       |
| --- | -------- | --- | ----- | ----- | ----- | ---- | ---- | ----- | ----------- | ----------- | ----------- |
| 1   | Holandia | 6   | 3     | 3     | 0     | 9    | 2    | 4.500 | 157         | 108         | 1.454       |
| 2   | Chiny    | 5   | 3     | 2     | 1     | 7    | 4    | 1.750 | 146         | 131         | 1.115       |
| 3   | Ukraina  | 4   | 3     | 1     | 2     | 4    | 6    | 0.667 | 119         | 121         | 0.983       |
| 4   | Czechy   | 3   | 3     | 0     | 3     | 1    | 9    | 0.111 | 86          | 148         | 0.581       |

     awans do drugiej rundy grupowej

### Grupa D
Sapporo
Wyniki
| Data  | Drużyna 1 | Wynik | Drużyna 2 | 1     | 2    | 3     | 4    | 5 | * |
| ----- | --------- | ----- | --------- | ----- | ---- | ----- | ---- | - | - |
| 13.11 | Argentyna | 3:0   | Iran      | 15:9  | 15:3 | 15:7  |      |   |   |
| 13.11 | Polska    | 0:3   | Kuba      | 10:15 | 9:15 | 11:15 |      |   |   |
| 14.11 | Iran      | 0:3   | Kuba      | 2:15  | 5:15 | 7:15  |      |   |   |
| 14.11 | Argentyna | 3:1   | Polska    | 14:16 | 15:5 | 15:7  | 15:8 |   |   |
| 15.11 | Polska    | 3:0   | Iran      | 15:5  | 15:2 | 15:8  |      |   |   |
| 15.11 | Kuba      | 3:0   | Argentyna | 15:7  | 15:8 | 15:9  |      |   |   |

Tabela
| Lp. | Drużyna   | Pkt | Mecze | Mecze | Mecze | Sety | Sety | Sety  | Małe punkty | Małe punkty | Małe punkty |
| Lp. | Drużyna   | Pkt | M     | W     | P     | wyg. | prz. | ratio | zdob.       | str.        | ratio       |
| --- | --------- | --- | ----- | ----- | ----- | ---- | ---- | ----- | ----------- | ----------- | ----------- |
| 1   | Kuba      | 6   | 3     | 3     | 0     | 9    | 0    | MAX   | 135         | 68          | 1.985       |
| 2   | Argentyna | 5   | 3     | 2     | 1     | 6    | 4    | 1.500 | 128         | 100         | 1.280       |
| 3   | Polska    | 4   | 3     | 1     | 2     | 4    | 6    | 0.667 | 111         | 119         | 0.933       |
| 4   | Iran      | 3   | 3     | 0     | 3     | 0    | 9    | 0.000 | 48          | 135         | 0.356       |

     awans do drugiej rundy grupowej

### Grupa E
Kawasaki
Wyniki
| Data  | Drużyna 1 | Wynik | Drużyna 2 | 1     | 2     | 3     | 4     | 5    | * |
| ----- | --------- | ----- | --------- | ----- | ----- | ----- | ----- | ---- | - |
| 13.11 | Bułgaria  | 3:0   | Algieria  | 15:6  | 15:12 | 15:13 |       |      |   |
| 13.11 | Grecja    | 0:3   | Brazylia  | 6:15  | 13:15 | 6:15  |       |      |   |
| 14.11 | Algieria  | 0:3   | Brazylia  | 2:15  | 8:15  | 6:15  |       |      |   |
| 14.11 | Bułgaria  | 3:2   | Grecja    | 15:11 | 10:15 | 16:14 | 11:15 | 15:9 |   |
| 15.11 | Grecja    | 3:1   | Algieria  | 15:9  | 15:11 | 13:15 | 15:12 |      |   |
| 15.11 | Brazylia  | 3:0   | Bułgaria  | 15:4  | 15:8  | 15:6  |       |      |   |

Tabela
| Lp. | Drużyna  | Pkt | Mecze | Mecze | Mecze | Sety | Sety | Sety  | Małe punkty | Małe punkty | Małe punkty |
| Lp. | Drużyna  | Pkt | M     | W     | P     | wyg. | prz. | ratio | zdob.       | str.        | ratio       |
| --- | -------- | --- | ----- | ----- | ----- | ---- | ---- | ----- | ----------- | ----------- | ----------- |
| 1   | Brazylia | 6   | 3     | 3     | 0     | 9    | 0    | MAX   | 135         | 59          | 2.288       |
| 2   | Bułgaria | 5   | 3     | 2     | 1     | 6    | 5    | 1.200 | 130         | 140         | 0.929       |
| 3   | Grecja   | 4   | 3     | 1     | 2     | 5    | 7    | 0.714 | 147         | 159         | 0.925       |
| 4   | Algieria | 3   | 3     | 0     | 3     | 1    | 9    | 0.111 | 94          | 148         | 0.635       |

     awans do drugiej rundy grupowej

### Grupa F
Uozu
Wyniki
| Data  | Drużyna 1  | Wynik | Drużyna 2  | 1     | 2     | 3    | 4     | 5     | * |
| ----- | ---------- | ----- | ---------- | ----- | ----- | ---- | ----- | ----- | - |
| 13.11 | Jugosławia | 3:0   | Australia  | 16:14 | 15:5  | 15:4 |       |       |   |
| 13.11 | Turcja     | 0:3   | Rosja      | 6:15  | 7:15  | 6:15 |       |       |   |
| 14.11 | Australia  | 0:3   | Rosja      | 4:15  | 7:15  | 9:15 |       |       |   |
| 14.11 | Jugosławia | 3:0   | Turcja     | 15:7  | 15:3  | 15:6 |       |       |   |
| 15.11 | Turcja     | 2:3   | Australia  | 8:15  | 15:9  | 15:9 | 13:15 | 10:15 |   |
| 15.11 | Rosja      | 2:3   | Jugosławia | 16:14 | 16:14 | 6:15 | 12:15 | 14:16 |   |

Tabela
| Lp. | Drużyna    | Pkt | Mecze | Mecze | Mecze | Sety | Sety | Sety  | Małe punkty | Małe punkty | Małe punkty |
| Lp. | Drużyna    | Pkt | M     | W     | P     | wyg. | prz. | ratio | zdob.       | str.        | ratio       |
| --- | ---------- | --- | ----- | ----- | ----- | ---- | ---- | ----- | ----------- | ----------- | ----------- |
| 1   | Jugosławia | 6   | 3     | 3     | 0     | 9    | 2    | 4.500 | 165         | 103         | 1.602       |
| 2   | Rosja      | 5   | 3     | 2     | 1     | 8    | 3    | 2.667 | 154         | 113         | 1.363       |
| 3   | Australia  | 4   | 3     | 1     | 2     | 3    | 8    | 0.375 | 106         | 152         | 0.697       |
| 4   | Turcja     | 3   | 3     | 0     | 3     | 2    | 9    | 0.222 | 96          | 153         | 0.627       |

     awans do drugiej rundy grupowej

## Druga faza grupowa

### Grupa G
Hiroszima i Osaka
Wyniki
| Data  | Drużyna 1        | Wynik | Drużyna 2        | 1     | 2     | 3     | 4     | 5     | * |
| ----- | ---------------- | ----- | ---------------- | ----- | ----- | ----- | ----- | ----- | - |
| 18.11 | Hiszpania        | 3:0   | Korea Południowa | 15:7  | 15:6  | 15:11 |       |       |   |
| 18.11 | Kanada           | 0:3   | Brazylia         | 6:15  | 9:15  | 3:15  |       |       |   |
| 18.11 | Bułgaria         | 1:3   | Kuba             | 12:15 | 16:17 | 15:13 | 4:15  |       |   |
| 18.11 | Japonia          | 1:3   | Argentyna        | 12:15 | 12:15 | 15:12 | 10:15 |       |   |
| 19.11 | Kuba             | 3:1   | Kanada           | 15:10 | 10:15 | 15:12 | 15:5  |       |   |
| 19.11 | Argentyna        | 2:3   | Bułgaria         | 8:15  | 17:16 | 7:15  | 15:10 | 9:15  |   |
| 19.11 | Korea Południowa | 0:3   | Brazylia         | 13:15 | 5:15  | 9:15  |       |       |   |
| 19.11 | Hiszpania        | 3:2   | Japonia          | 15:5  | 13:15 | 15:8  | 11:15 | 15:12 |   |
| 21.11 | Bułgaria         | 0:3   | Hiszpania        | 15:17 | 4:15  | 11:15 |       |       |   |
| 21.11 | Kanada           | 3:1   | Argentyna        | 15:11 | 10:15 | 15:4  | 15:6  |       |   |
| 21.11 | Korea Południowa | 0:3   | Kuba             | 13:15 | 6:15  | 7:15  |       |       |   |
| 21.11 | Japonia          | 0:3   | Brazylia         | 11:15 | 9:15  | 13:15 |       |       |   |
| 22.11 | Argentyna        | 3:0   | Korea Południowa | 15:13 | 15:10 | 15:5  |       |       |   |
| 22.11 | Hiszpania        | 2:3   | Kanada           | 15:11 | 9:15  | 15:12 | 14:16 | 16:18 |   |
| 22.11 | Brazylia         | 3:1   | Bułgaria         | 16:17 | 15:7  | 15:5  | 15:12 |       |   |
| 22.11 | Kuba             | 3:1   | Japonia          | 15:9  | 12:15 | 15:10 | 17:16 |       |   |
| 24.11 | Hiszpania        | 3:1   | Argentyna        | 6:15  | 15:6  | 17:15 | 15:5  |       |   |
| 24.11 | Kuba             | 0:3   | Brazylia         | 11:15 | 7:15  | 2:15  |       |       |   |
| 24.11 | Kanada           | 0:3   | Bułgaria         | 6:15  | 9:15  | 12:15 |       |       |   |
| 24.11 | Korea Południowa | 3:2   | Japonia          | 15:13 | 15:8  | 8:15  | 9:15  | 15:12 |   |
| 25.11 | Hiszpania        | 2:3   | Kuba             | 15:12 | 4:15  | 5:15  | 15:7  | 12:15 |   |
| 25.11 | Brazylia         | 3:1   | Argentyna        | 15:11 | 7:15  | 15:2  | 15:10 |       |   |
| 25.11 | Bułgaria         | 3:1   | Korea Południowa | 11:15 | 15:10 | 15:8  | 16:14 |       |   |
| 25.11 | Japonia          | 1:3   | Kanada           | 15:11 | 8:15  | 9:15  | 9:15  |       |   |
| 26.11 | Kuba             | 3:0   | Argentyna        | 15:12 | 15:4  | 15:12 |       |       |   |
| 26.11 | Hiszpania        | 1:3   | Brazylia         | 4:15  | 15:13 | 5:15  | 9:15  |       |   |
| 26.11 | Korea Południowa | 3:1   | Kanada           | 7:15  | 15:9  | 15:11 | 15:5  |       |   |
| 26.11 | Japonia          | 2:3   | Bułgaria         | 15:10 | 15:17 | 12:15 | 15:13 | 10:15 |   |

Tabela
| Lp. | Drużyna          | Pkt | Mecze | Mecze | Mecze | Sety | Sety | Sety  | Małe punkty | Małe punkty | Małe punkty |
| Lp. | Drużyna          | Pkt | M     | W     | P     | wyg. | prz. | ratio | zdob.       | str.        | ratio       |
| --- | ---------------- | --- | ----- | ----- | ----- | ---- | ---- | ----- | ----------- | ----------- | ----------- |
| 1   | Brazylia         | 14  | 7     | 7     | 0     | 21   | 3    | 7.000 | 351         | 210         | 1.671       |
| 2   | Kuba             | 13  | 7     | 6     | 1     | 18   | 8    | 2.250 | 348         | 289         | 1.204       |
| 3   | Hiszpania        | 11  | 7     | 4     | 3     | 17   | 12   | 1.417 | 367         | 344         | 1.067       |
| 4   | Bułgaria         | 11  | 7     | 4     | 3     | 14   | 14   | 1.000 | 361         | 365         | 0.989       |
| 5   | Kanada           | 10  | 7     | 3     | 4     | 11   | 16   | 0.688 | 291         | 362         | 0.804       |
| 6   | Argentyna        | 9   | 7     | 2     | 5     | 11   | 16   | 0.688 | 320         | 334         | 0.958       |
| 7   | Korea Południowa | 9   | 7     | 2     | 5     | 7    | 18   | 0.389 | 266         | 340         | 0.782       |
| 8   | Japonia          | 7   | 7     | 0     | 7     | 9    | 21   | 0.429 | 358         | 418         | 0.856       |

     awans rundy finałowej
     mecze o miejsca 5-8.
     mecze o miejsca 9-12.

### Grupa H
Hamamatsu i Chiba
Wyniki
| Data  | Drużyna 1         | Wynik | Drużyna 2         | 1     | 2     | 3     | 4     | 5    | * |
| ----- | ----------------- | ----- | ----------------- | ----- | ----- | ----- | ----- | ---- | - |
| 18.11 | Stany Zjednoczone | 2:3   | Rosja             | 15:13 | 13:15 | 15:12 | 7:15  | 7:15 |   |
| 18.11 | Grecja            | 0:3   | Holandia          | 2:15  | 8:15  | 4:15  |       |      |   |
| 18.11 | Chiny             | 0:3   | Jugosławia        | 4:15  | 5:15  | 4:15  |       |      |   |
| 18.11 | Ukraina           | 0:3   | Włochy            | 7:15  | 12:15 | 3:15  |       |      |   |
| 19.11 | Jugosławia        | 3:1   | Grecja            | 11:15 | 15:3  | 15:9  | 15:5  |      |   |
| 19.11 | Rosja             | 3:1   | Chiny             | 15:8  | 16:17 | 17:16 | 15:9  |      |   |
| 19.11 | Holandia          | 3:1   | Ukraina           | 14:16 | 15:11 | 15:8  | 16:14 |      |   |
| 19.11 | Włochy            | 3:0   | Stany Zjednoczone | 15:6  | 15:2  | 15:12 |       |      |   |
| 21.11 | Grecja            | 1:3   | Rosja             | 15:12 | 6:15  | 11:15 | 6:15  |      |   |
| 21.11 | Ukraina           | 0:3   | Jugosławia        | 9:15  | 10:15 | 1:15  |       |      |   |
| 21.11 | Stany Zjednoczone | 0:3   | Holandia          | 12:15 | 6:15  | 11:15 |       |      |   |
| 21.11 | Chiny             | 0:3   | Włochy            | 5:15  | 4:15  | 5:15  |       |      |   |
| 22.11 | Jugosławia        | 3:0   | Stany Zjednoczone | 15:6  | 15:10 | 15:8  |       |      |   |
| 22.11 | Rosja             | 3:0   | Ukraina           | 17:15 | 15:6  | 15:6  |       |      |   |
| 22.11 | Włochy            | 3:0   | Grecja            | 15:5  | 15:13 | 15:1  |       |      |   |
| 22.11 | Holandia          | 3:0   | Chiny             | 15:5  | 15:3  | 15:8  |       |      |   |
| 24.11 | Jugosławia        | 3:0   | Holandia          | 15:9  | 15:4  | 15:13 |       |      |   |
| 24.11 | Grecja            | 3:1   | Chiny             | 12:15 | 15:11 | 15:8  | 15:12 |      |   |
| 24.11 | Ukraina           | 3:2   | Stany Zjednoczone | 15:12 | 4:15  | 15:12 | 6:15  | 15:8 |   |
| 24.11 | Włochy            | 3:1   | Rosja             | 15:3  | 15:8  | 11:15 | 15:9  |      |   |
| 25.11 | Stany Zjednoczone | 3:0   | Grecja            | 15:9  | 15:11 | 15:11 |       |      |   |
| 25.11 | Chiny             | 3:1   | Ukraina           | 15:10 | 10:15 | 15:10 | 16:14 |      |   |
| 25.11 | Włochy            | 0:3   | Jugosławia        | 12:15 | 13:15 | 13:15 |       |      |   |
| 25.11 | Holandia          | 0:3   | Rosja             | 6:15  | 12:15 | 11:15 |       |      |   |
| 26.11 | Stany Zjednoczone | 3:0   | Chiny             | 15:11 | 15:8  | 15:4  |       |      |   |
| 26.11 | Ukraina           | 3:1   | Grecja            | 15:3  | 12:15 | 15:3  | 15:2  |      |   |
| 26.11 | Rosja             | 3:1   | Jugosławia        | 3:15  | 15:13 | 15:3  | 15:11 |      |   |
| 26.11 | Włochy            | 3:0   | Holandia          | 15:2  | 15:7  | 15:1  |       |      |   |

Tabela
| Lp. | Drużyna           | Pkt | Mecze | Mecze | Mecze | Sety | Sety | Sety  | Małe punkty | Małe punkty | Małe punkty |
| Lp. | Drużyna           | Pkt | M     | W     | P     | wyg. | prz. | ratio | zdob.       | str.        | ratio       |
| --- | ----------------- | --- | ----- | ----- | ----- | ---- | ---- | ----- | ----------- | ----------- | ----------- |
| 1   | Jugosławia        | 13  | 7     | 6     | 1     | 19   | 4    | 4.750 | 323         | 201         | 1.607       |
| 2   | Włochy            | 13  | 7     | 6     | 1     | 18   | 4    | 4.500 | 319         | 165         | 1.933       |
| 3   | Rosja             | 13  | 7     | 6     | 1     | 19   | 8    | 2.375 | 365         | 299         | 1.221       |
| 4   | Holandia          | 11  | 7     | 4     | 3     | 12   | 10   | 1.200 | 260         | 243         | 1.070       |
| 5   | Stany Zjednoczone | 9   | 7     | 2     | 5     | 10   | 15   | 0.667 | 282         | 314         | 0.898       |
| 6   | Ukraina           | 9   | 7     | 2     | 5     | 8    | 18   | 0.444 | 279         | 338         | 0.825       |
| 7   | Grecja            | 8   | 7     | 1     | 6     | 6    | 19   | 0.316 | 214         | 351         | 0.610       |
| 8   | Chiny             | 8   | 7     | 1     | 6     | 5    | 19   | 0.263 | 218         | 349         | 0.625       |

     awans rundy finałowej
     mecze o miejsca 5-8.
     mecze o miejsca 9-12.

## Faza finałowa
Tokio

### Mecze o miejsca 9-12.
| Data  | Drużyna 1 | Wynik | Drużyna 2         | 1     | 2     | 3     | 4     | 5    | * |
| ----- | --------- | ----- | ----------------- | ----- | ----- | ----- | ----- | ---- | - |
| 28.11 | Argentyna | 2:3   | Stany Zjednoczone | 10:15 | 11:15 | 15:11 | 15:13 | 9:15 |   |
| 28.11 | Kanada    | 0:3   | Ukraina           | 11:15 | 13:15 | 11:15 |       |      |   |

Mecz o 11. miejsce
| Data  | Drużyna 1 | Wynik | Drużyna 2 | 1    | 2     | 3    | 4 | 5 | * |
| ----- | --------- | ----- | --------- | ---- | ----- | ---- | - | - | - |
| 29.11 | Argentyna | 3:0   | Kanada    | 15:7 | 15:10 | 15:6 |   |   |   |

Mecz o 9. miejsce
| Data  | Drużyna 1         | Wynik | Drużyna 2 | 1     | 2     | 3     | 4 | 5 | * |
| ----- | ----------------- | ----- | --------- | ----- | ----- | ----- | - | - | - |
| 29.11 | Stany Zjednoczone | 3:0   | Ukraina   | 16:14 | 15:12 | 15:10 |   |   |   |

### Mecze o miejsca 5-8.
| Data  | Drużyna 1 | Wynik | Drużyna 2 | 1     | 2     | 3     | 4     | 5     | * |
| ----- | --------- | ----- | --------- | ----- | ----- | ----- | ----- | ----- | - |
| 28.11 | Bułgaria  | 0:3   | Rosja     | 13:15 | 2:15  | 7:15  |       |       |   |
| 28.11 | Hiszpania | 2:3   | Holandia  | 15:13 | 17:16 | 12:15 | 10:15 | 10:15 |   |

Mecz o 7. miejsce
| Data  | Drużyna 1 | Wynik | Drużyna 2 | 1     | 2    | 3     | 4     | 5 | * |
| ----- | --------- | ----- | --------- | ----- | ---- | ----- | ----- | - | - |
| 29.11 | Hiszpania | 1:3   | Bułgaria  | 11:15 | 7:15 | 15:12 | 11:15 |   |   |

Mecz o 5. miejsce
| Data  | Drużyna 1 | Wynik | Drużyna 2 | 1    | 2     | 3     | 4 | 5 | * |
| ----- | --------- | ----- | --------- | ---- | ----- | ----- | - | - | - |
| 29.11 | Holandia  | 0:3   | Rosja     | 7:15 | 12:15 | 12:15 |   |   |   |

### Mecze o miejsca 1-4.

#### Półfinały
| Data  | Drużyna 1  | Wynik | Drużyna 2 | 1     | 2     | 3     | 4     | 5     | * |
| ----- | ---------- | ----- | --------- | ----- | ----- | ----- | ----- | ----- | - |
| 28.11 | Jugosławia | 3:1   | Kuba      | 15:3  | 15:12 | 14:16 | 15:10 |       |   |
| 28.11 | Brazylia   | 2:3   | Włochy    | 10:15 | 15:13 | 11:15 | 15:10 | 10:15 |   |

#### Mecz o 3. miejsce
| Data  | Drużyna 1 | Wynik | Drużyna 2 | 1     | 2    | 3     | 4     | 5 | * |
| ----- | --------- | ----- | --------- | ----- | ---- | ----- | ----- | - | - |
| 29.11 | Kuba      | 3:1   | Brazylia  | 12:15 | 15:6 | 15:11 | 15:12 |   |   |

#### Finał
| Data  | Drużyna 1  | Wynik | Drużyna 2 | 1     | 2    | 3     | 4 | 5 | * |
| ----- | ---------- | ----- | --------- | ----- | ---- | ----- | - | - | - |
| 29.11 | Jugosławia | 0:3   | Włochy    | 12:15 | 5:15 | 10:15 |   |   |   |

## Nagrody indywidualne
| MVP            | Najlepszy punktujący | Najlepszy atakujący | Najlepszy blokujący | Najlepszy zagrywający | Najlepszy rozgrywający | Najlepszy libero | Najlepszy przyjmujący | Najlepszy trener         | Najbardziej kreatywny trener |
| -------------- | -------------------- | ------------------- | ------------------- | --------------------- | ---------------------- | ---------------- | --------------------- | ------------------------ | ---------------------------- |
| Rafael Pascual | Rafael Pascual       | Marcos Milinkovic   | Gustavo             | Goran Vujević         | Raul Diago             | Erik Sullivan    | Rodolfo Sanchez       | Paulo Roberto de Freitas | Vincenzo di Pinto            |

## Klasyfikacja końcowa
| Miejsce | Reprezentacja     |
| ------- | ----------------- |
| złoto   | Włochy            |
| srebro  | Jugosławia        |
| brąz    | Kuba              |
| 4.      | Brazylia          |
| 5.      | Rosja             |
| 6.      | Holandia          |
| 7.      | Bułgaria          |
| 8.      | Hiszpania         |
| 9.      | Stany Zjednoczone |
| 10.     | Ukraina           |
| 11.     | Argentyna         |
| 12.     | Kanada            |
| 13-14.  | Korea Południowa  |
| 13-14.  | Grecja            |
| 15-16.  | Chiny             |
| 15-16.  | Japonia           |
| 17-18.  | Polska            |
| 17-18.  | Australia         |
| 19-24.  | Turcja            |
| 19-24.  | Egipt             |
| 19-24.  | Czechy            |
| 19-24.  | Algieria          |
| 19-24.  | Iran              |
| 19-24.  | Tajlandia         |